# Helicopsyche kariona
Helicopsyche kariona là một loài Trichoptera trong họ Helicopsychidae. Chúng phân bố ở miền Australasia.